# عبد الرحمن نتشة
عبد الرحمن نتشة (1939-2001) هو مدرس ومحامي فلسطيني ولد في مدينة الخليل. حصل على دبلوم في التربية من معهد المعلمين في عمان، تابع دراساته في جامعة دمشق في سوريا، وحصل على بكالوريوس في الحقوق عام 1966. سجنته السلطات الإسرائيلية مدة أربع أعوام من 1968-1972. وتوفي في الخليل.

## حياته العملية
- عمل مدرساً في الخليل لفترة قصيرة عام 1959.
- مارس مهنية المحاماة من عام 1972-1974.

- شغل منصب سكرتير المركز الطبي الخيري في الخليل، ومدير اتحاد خريجي جامعة الخليل زهاء أحد عشر عاماً (1974-1985).
- سكرتير اتحاد الجمعيات الخيرية لعام واحد سنة 1975.
- أمين صندوق جمعية تنظيم العائلة منذ عام 1982.
- في عام 1985 مدير مركز الأبحاث لاتحاد خريجي الجامعة في الخليل من 1985-1988.
- مدير المدرسة النموذجية لاتحاد خريجي الجامعة منذ عام 1988.
- عضو مجلس أمناء جمعية الملتقى الفكري منذ عام 1993.